# Traiskirchen Lions
Die druck.at Traiskirchen Lions (offiziell Sportunion Traiskirchen Lions) sind ein österreichischer Basketballverein aus Traiskirchen in Niederösterreich. Der Klub wurde 1966 unter dem Namen UKJ Möllersdorf gegründet und zählt zu den traditionsreichsten Mannschaften im österreichischen Basketball. Seit der Saison 1983/84 spielt das Herrenteam ununterbrochen in der höchsten Spielklasse des Landes, aktuell der win2day Basketball Superliga.
Zu den größten Erfolgen des Vereins zählen drei österreichische Meistertitel (1991, 1994, 2000), drei Cup-Siege sowie mehrfache Teilnahmen am europäischen Korać-Cup. Seit 2025 trägt die Mannschaft den Namen druck.at Traiskirchen Lions nach dem Hauptsponsor druck.at. Der Verein ist auch für seine Nachwuchsarbeit bekannt und betreibt eine der größten Basketballstrukturen im Osten Österreichs.

## Geschichte

### 1960er-, 1970er-Jahre
Am 24. Oktober 1966 wurde der Verein unter dem Namen UKJ Möllersdorf vom Möllersdorfer Pfarrer Friedrich Tscherney gegründet. Vom Beginn an setzte Möllersdorf bereits ein großes Augenmerk auf den Nachwuchs. Die Herrenmannschaft beinhaltete am Beginn noch wenige Spieler aus Möllersdorf, daher spielten im Jahre 1968 Spieler des UKJ Wien-Land für Möllersdorf. Den ersten niederösterreichischen Meistertitel der Vereinsgeschichte erreichten die Knaben (U12) 1971. Im selben Jahr beendete man die Spielgemeinschaft mit UKJ Wien Land. 1973 schaffte die Herrenmannschaft den Aufstieg in die 1. Klasse. Möllersdorf erzielte in diesem Jahr große Erfolge im Nachwuchs, der Verein erreichte in fünf Altersgruppen, in denen er teilnahm, 4 Meistertitel. 1977 zog Möllersdorf in die neue Halle der örtlichen Hauptschule um. Ein Jahr später wurde UKJ Möllersdorf Landesmeister und stieg in die B-Bundesliga auf. Es war nur ein kurzzeitiger Erfolg, denn eine Saison später stieg man wieder ab. Im Jahr 1979 standen die Herren erstmals im Semifinale des Cupbewerbs, und die zweite Herrenmannschaft stieg in derselben Saison in die erste Klasse auf.

### 1980er- und 1990er-Jahre
| 1983/84                    | Bundesliga | 9. |  |
| 1984/85                    | Bundesliga | 9. |  |
| 1985/86                    | Bundesliga | 7. |  |
| 1986/87                    | Bundesliga | 5. |  |
| 1987/88                    | Bundesliga | 9. |  |
| 1988/89                    | Bundesliga | 4. |  |
| 1989/90                    | Bundesliga | 3. |  |
| {M}: Meister [C]: Cup-Sieg |            |    |  |

1982 wurden die Herren erneut Landesmeister, scheiterten aber an den Aufstiegsspielen für die B-Bundesliga. 1982 wurde auch ein Partnerverein mit dem Nachbarn aus Tribuswinkel gegründet, der sich UBMT (Verbindung zwischen UKJ Möllersdorf und UBB Tribuswinkel) nannte. In der Saison 1982/83 wurde der Klub Landesmeister und nahm einen frei gewordenen Platz der A-Bundesliga in Anspruch. Damit besaß der Klub ab dieser Saison eine A-Liga Mannschaft, ohne je die B-Liga gewonnen zu haben, was für die österreichische Bundesliga einmalig ist. Als Spielertrainer fungierte ab 1983 Franz Graf. In derselben Saison gewannen die Junioren (U18) den ersten Staatsmeistertitel in der Geschichte des UKJ Möllersdorf. Für die A-Liga Mannschaft wurde mit Phil Wagner der erste Legionär der Vereinsgeschichte verpflichtet. Im Jahr 1985 kam Legionär Renaldo O’Neal nach Möllersdorf. Trainer wurde Michael Sturmayr, mit dem UBMT in der nächsten Saison (1986/87) den 5. Platz in der Bundesliga erreichte, die beste Platzierung der Geschichte. In der Landesliga wurde die zweite Herrenmannschaft (UBMT II) Landesmeister vor der dritten Herrenmannschaft (UBMT III). 1989 wurde Renaldo O’Neal Spielertrainer der Bundesliga-Mannschaft, und ein Jahr später bestritt UBMT die ersten internationalen Spiele im Korać-Cup, neuer Trainer wurde Murat Ersek. Im selben Jahr beendete der Klub die Spielgemeinschaft mit Tribuswinkel.
| 1990/91                    | Bundesliga | 9. | [M] |
| 1991/92                    | Bundesliga | 2. |     |
| 1992/93                    | Bundesliga | 4. |     |
| 1993/94                    | Bundesliga | 1. | [M] |
| 1994/95                    | Bundesliga | 2. |     |
| 1995/96                    | Bundesliga | 2. |     |
| 1996/97                    | Bundesliga | 4. | [C] |
| 1997/98                    | Bundesliga | 5. |     |
| 1998/99                    | Bundesliga | 6. |     |
| {M}: Meister [C]: Cup-Sieg |            |    |     |

Im Jahr 1991 wurde UKJ Möllersdorf Meister der A-Bundesliga, maßgeblich beteiligt an diesem Erfolg war der Neuzugang Oto Matický. Ein Jahr später kehrte Lucas Hajda zurück nach Möllersdorf, welcher zum Leistungsträger der Mannschaft aufstieg und mit der Mannschaft den Vizemeistertitel feiern konnte. Pfarrer Friedrich Tscherney wurde 1992 als Obmann abgelöst, neuer Obmann wurde Helmut Niederhofer, der das Amt bis 2016 innehatte. Im nächsten Jahr kam mit Craig Nance wieder ein neuer Trainer. 1994 verlor Möllersdorf im ersten Cupfinale gegen St. Pölten, doch der Verein wurde in der Meisterschaft mit dem zweiten Meistertitel der Vereinsgeschichte entschädigt. 1994/95 wurde der Co-Trainer von Craig Nance, Franz Zderadicka, Trainer der Möllersdorfer und scheiterte im Cupfinale an Oberwart. In der Meisterschaft erreichte die Mannschaft den Vizemeistertitel, die Junioren wurden Staatsmeister. Im Jahr darauf wurde das Team erneut Vizemeister und Cupfinalist. Im Jahr 1997 erreichte die Mannschaft den ersten Cupsieg. Scott Fields wurde 1999 neuer Trainer, und im Nachwuchs wurde das LZ NÖ Süd gegründet.

### 2000 bis 2010
| 1999/00                    | Bundesliga | 1.  | [M] [C] |
| 2000/01                    | Bundesliga | 6.  | [C]     |
| 2001/02                    | Bundesliga | 5.  |         |
| 2002/03                    | Bundesliga | 10. |         |
| 2003/04                    | Bundesliga | 8.  |         |
| 2004/05                    | Bundesliga | 7.  |         |
| 2005/06                    | Bundesliga | 4.  |         |
| 2006/07                    | Bundesliga | 7.  |         |
| 2007/08                    | Bundesliga | 4.  |         |
| 2008/09                    | Bundesliga | 5.  |         |
| 2009/10                    | Bundesliga | 5.  |         |
| {M}: Meister [C]: Cup-Sieg |            |     |         |

In der Saison 1999/00 wurde die neue Halle, der Lions Dome, eröffnet, der Name UKJ Möllersdorf wurde geändert. Von da an hieß der Klub UKJ Basketballclub Möllersdorf Arkadia Traiskirchen (Kurzform UBM Arkadia Traiskirchen Lions). Charles Payton wurde neuer Trainer, und der größte Erfolg der Clubgeschichte wurde gefeiert, man wurde sowohl Meister als auch Cupsieger. Ebenfalls wurde 2001 mit Zoran Kostic ein neuer Coach für den Nachwuchs verpflichtet. Im Jahr 2000/01 wurden die Lions zum dritten Mal Cupsieger, aber in der Bundesliga erreichten sie nur den sechsten Platz, die U22 wurde Staatsmeister. 2001/02 konnte die Mannschaft knapp den Abstieg verhindern, ein verworfener Dreier eines Spielers von Oberwart bescherte Traiskirchen den Klassenerhalt. Im Cup scheiterte Traiskirchen aber erst im Endspiel gegen die Gmunden Swans. Die Leistungsträger der letzten Jahre, Markus Fritz und Oto Maticky, beendeten in der Saison 2002/03 ihre Karriere, und Raoul Korner wurde in dieser Saison neuer Headcoach der Lions, zusätzlich wurde der ehemalige NBA-Spieler Acie Earl verpflichtet, welcher aber nur vier Mal für die Lions spielte. In der Saison 2004/05 wurde UBM Traiskirchen 7. in der Bundesliga und errang bei der U22 den Staatsmeistertitel. Ein Jahr später wurde Andrea Maghelli als neuer Trainer verpflichtet und erreichte mit der jungen Mannschaft rund um den als besten einheimischen Spieler ausgezeichneten Davor Lamesic, das Cupendspiel und das Semifinale der Meisterschaft. Die U22-Mannschaft wurde wie auch schon im Jahr zuvor Staatsmeister. 2006/07 wurden die Lions in der Meisterschaft nach mehreren Siegen gegen Spitzenklubs 7. und verpassten nur knapp die Qualifikation für die Playoffs. Im Nachwuchs wurde die U14, die U20 und die U22, zum dritten Mal in Folge, Staatsmeister. 2007/08 schied die Bundesliga-Mannschaft in der Meisterschaft im Viertelfinale gegen Kapfenberg aus, obwohl man im Grunddurchgang noch den vierten Platz belegt hatte. Das U22-Team konnte in dieser Saison den vierten Titel in Folge erringen. Im Jahr 2008/09 kam die Traiskirchner Mannschaft, verstärkt durch Deven Mitchell, der zum besten Spieler der Saison gewählt wurde, ins Halbfinale der Playoffs, wo sie an Gmunden scheiterte. Die U22 scheiterte im Endspiel um nur einen Punkt am fünften Titelgewinn in Folge und wurde daher Vizestaatsmeister. 2009/10 wurden die Lions wiederum 5. und scheiterten im Semifinale an Fürstenfeld.

### Seit 2010
| 2010/11                    | Bundesliga | 3. |  |
| 2011/12                    | Bundesliga | 9. |  |
| {M}: Meister [C]: Cup-Sieg |            |    |  |

In ihrer erfolgreichsten Saison seit dem Meistertitel 2000 erreichte die Mannschaft 2010/11 den dritten Platz und verpasste die Finalqualifikation im fünften Spiel der Halbfinalserie gegen den späteren Meister Oberwart knapp. Maßgeblich an diesem Erfolg beteiligt war Fabricio Vay als Spieler des Jahres. In der darauffolgenden Saison konnte man aufgrund von Sparmaßnahmen und vieler Abgänge nicht an die Erfolge der Vorjahre anschließen und erreichte daher erstmals seit der Saison 2006/07 nicht das obere Playoff. Ein Höhepunkt in der playofflosen Zeit war sicher die Saison 2013/14, in der die Mannschaft den späteren NBA-Spieler Jakob Pöltl in ihren Reihen hatte.
In der Saison 2014/15 erreichte man den achten Platz nach dem Grunddurchgang. Im Playoff scheiterte man aber knapp am BC Vienna (2:3). Ein Jahr später konnte man die guten Leistungen aus dem Vorjahr wiederholen und ohne Probleme in den Playoff einziehen. Dort scheiterte man erst im Halbfinale im entscheidenden fünften Spiel am WBC Wels. Die Saison 2016/17 war vom Trainerwechsel von Georgi Mladenov auf Luigi Gresta gekennzeichnet. Die Mannschaft konnte nie einen Rhythmus finden, erreichte dennoch mit dem sechsten Platz die Playoff-Runde. Im Viertelfinale war aber bereits gegen den späteren Meister Kapfenberg Schluss.
Im Sommer 2017 trat der langjährige Obmann Niederhofer, der zuletzt das Amt des Sportlichen Leiters ausübte, nach 46 Jahren Vereinstätigkeit zurück. Im Dezember 2019 trennte man sich aus „disziplinären Gründe“ mit sofortiger Wirkung von Trainer Zoran Kostic, der bisherige Jugendtrainer Markus Pinezich wurde sein Nachfolger.
Im Sommer 2021 kam Nenad Josipović als neuer Trainer, im Jänner 2022 wurde Radomir Mijanović geholt, da Josipović krankheitsbedingt seine Arbeit nicht fortsetzen konnte. Die Zusammenarbeit mit dem Slowenen Mijanović fand ihre Fortsetzung, als dieser im Juli 2022 einen Anschlussvertrag erhielt.

### Ehemalige Spieler der Lions

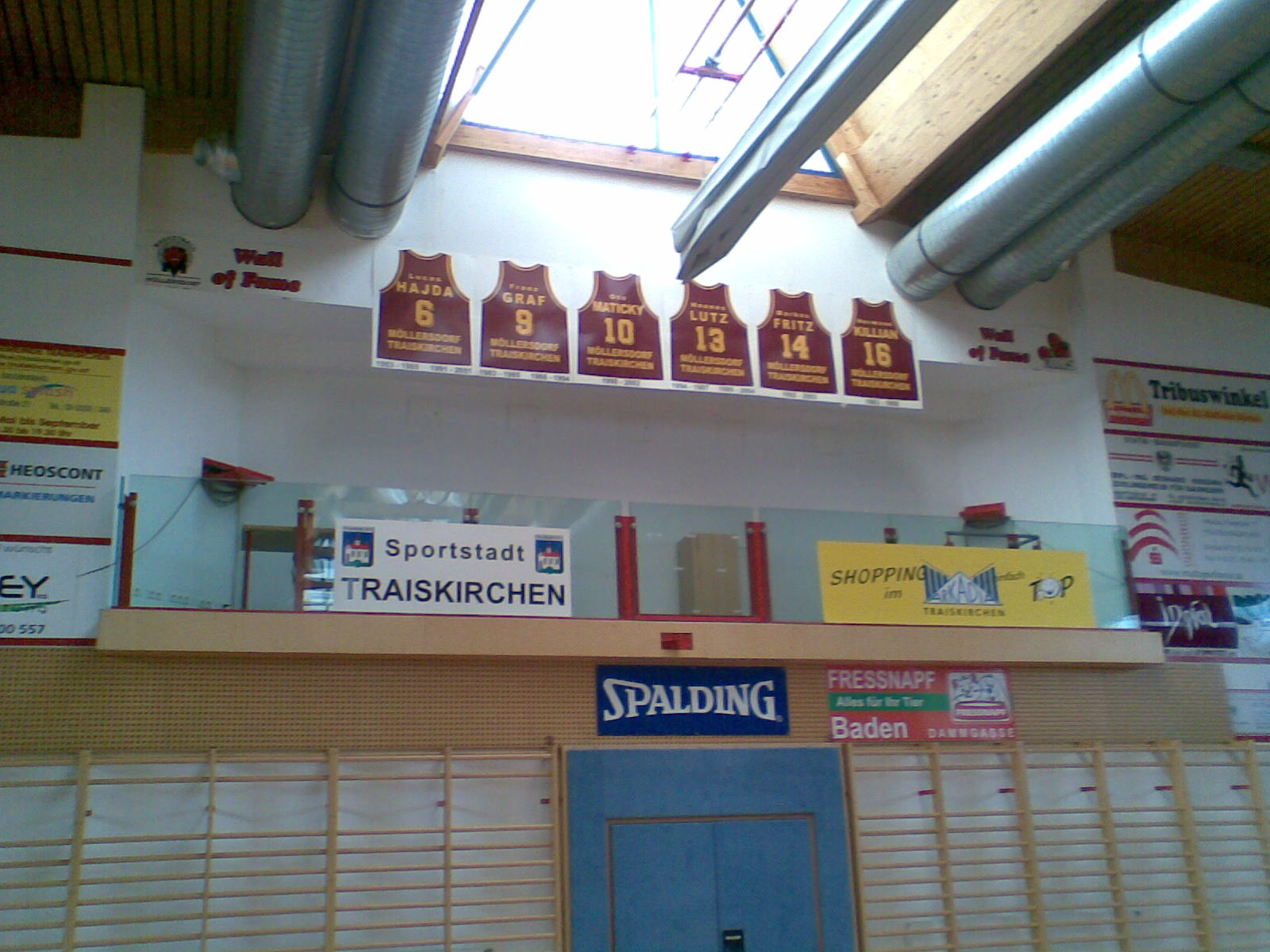
Wall of Fame

- Lucas Hajda (1981–1985, 1991–2001)
- Oto Maticky (1990–2001)
- Hermann Killian (1983–1998)
- Franz Graf (1983–1985, 1986–1994)
- Markus Fritz (1995–2002)
- Renaldo O’Neal (1985–1990)
- Stefan Weissenböck (2000–2003)
- Ron Riley (2000–2001)
- Hannes Lutz
- Hannes Pestal (1993–1994)
- Jakob Pöltl (2013–14)

Zahlreiche dieser Spieler sind auch auf der „Wall of Fame“ zu finden. Kurzzeitig spielten mit Acie Earl (2002/03) ein ehemaliger NBA-Spieler und mit dem Kroaten Aramis Naglic (2002–2004) sogar ein olympischer Silbermedaillengewinner (Olympische Spiele 1992) bei den Lions. Berühmtester ehemaliger Löwe ist sicherlich der erste österreichische NBA-Spieler Jakob Pöltl. Er spielte vor seiner Collegezeit in Utah für ein Jahr in Traiskirchen.

## Vereinsstruktur

### Präsidium
Präsident des Vereins ist Altbürgermeister der Stadt Traiskirchen Fritz Knotzer. Obmann ist Ernst Nemeth, davor hatte Helmut Niederhofer das Amt von Friedrich Tscherney übernommen.

### Die Sponsoren
Der Hauptsponsor des Vereins ist das Einkaufszentrum Arkadia, welches in Traiskirchen liegt. Arkadia ist auch Teil des Namens des Vereins. Ausgerüstet wird die Mannschaft von der Firma Basry. Ein weiterer Großsponsor ist die Firma Admiral, die auch Ligasponsor ist. Admiral ist als Sponsor auch auf den Dressen zu finden. Ein weiterer Dressensponsor ist die Firma Denizbank. Den Kreis der Sponsoren schließen einige regionale Sponsoren.
Hauptsponsoren
- Blaschke Kokuskuppel (1978–1993)
- HIS Jeans (1993–1999)
- Einkaufszentrum Arkadia (seit 1999)

### Betreuerstab
- Head Coach: Markus Pinezich
- Assistant Coach: Dominic Mühlbacher

## Bundesligakader 2018/19
| Nr. | Nat.               | Name                   | Position       | Geburt     | Größe  | Info   | Letzter Verein               |
| --- | ------------------ | ---------------------- | -------------- | ---------- | ------ | ------ | ---------------------------- |
| 5   | Osterreich         | Florian Duck           | Guard          | 20.02.1990 | 183 cm |        | Mistelbach Mustangs          |
| 6   | Vereinigte Staaten | Shawn L. Ray           | Forward        | 26.01.1980 | 194 cm |        | BC Vienna                    |
| 7   | Osterreich         | Benedikt Güttl         | Guard          | 18.02.1994 | 193 cm | A-Nat. | eigene Jugend                |
| 8   | Deutschland        | Nikias Schönerstedt    | Guard/Forward  | 21.07.2002 | 198 cm |        | eigene Jugend                |
| 9   | Osterreich         | Benedikt Danek         | Guard          | 24.08.1986 | 176 cm | A-Nat. | BC Vienna                    |
| 10  | Osterreich         | Aleksandar Andjelkovic | Forward/Center | 05.12.1997 | 207 cm |        | BC Vienna                    |
| 12  | Osterreich         | Ismail Chrigui         | Forward        | 28.07.1998 | 200 cm |        | Vienna Timberwolves          |
| 13  | Slowenien          | Drago Brcina           | Forward/Center | 16.06.1987 | 205 cm |        | SG Lützel-Post Koblenz (GER) |
| 14  | Osterreich         | Georg Gentner          | Forward        | 28.04.1998 | 196 cm |        | Oberwart Gunners             |
| 15  | Osterreich         | Jozo Rados             | Center         | 05.08.1993 | 208 cm | A-Nat. | Kapfenberg Bulls             |
| 16  | Osterreich         | Benno Müller           | Forward        | 09.07.2001 | 197 cm |        | eigene Jugend                |
| 17  | Osterreich         | Oscar Schmit           | Guard          | 20.07.1997 | 188 cm |        | WBC Wels                     |
| 18  | Osterreich         | Nemanja Zdravkovic     | Guard          | 08.03.1998 | 187 cm |        | Klosterneuburg Dukes         |
| 19  | Osterreich         | Sebastian Lesny        | Guard          | 15.09.2001 | 185 cm |        | eigene Jugend                |

| Nat.       | Name               | Position       |
| ---------- | ------------------ | -------------- |
| Osterreich | Zoran Kostic       | Head Coach     |
| Osterreich | Dominic Mühlbacher | Assistenzcoach |

| Abk.   | Bedeutung          |
| ------ | ------------------ |
| Nr.    | Trikotnummer       |
| Nat.   | Nationalität       |
| (C)    | Mannschaftskapitän |
| A-Nat. | Nationalspieler    |

| Quellen                 |
| ----------------------- |
| Teamhomepage            |
| Ligahomepage            |
| Stand: 31. Oktober 2018 |

Abgänge: Florian Trmal, Martin Trmal (beide BC Vienna), Jozo Brkic (Iserlohn Kangaroos/GER), Ramiz Suljanovic (Karriereende)

### Starting Five
| Point Guard    | Shooting Guard | Small Forward | Power Forward          | Center     |
| -------------- | -------------- | ------------- | ---------------------- | ---------- |
| Benedikt Danek | Benedikt Güttl | Shawn L. Ray  | Aleksandar Andjelkovic | Jozo Rados |

## Bundesliga- und Cup-Saisonbilanzen
Die Lions sind die einzige Mannschaft, die direkt von der Landesliga in die Bundesliga gekommen ist, ohne in der 2. Bundesliga zu spielen. Den Aufstieg schafften sie 1983 und sind seit der Saison 1983/84 ein fixer Bestandteil der Bundesliga. Im Jahr 1991 konnte dann der erste Staatsmeistertitel gewonnen werden, und drei Jahre später der Zweite. Den letzten Meistertitel schaffte die Mannschaft im Jahr 2000. Im Cup ist Arkadia Traiskirchen eine der besten Mannschaften Österreichs. Der Verein konnte diesen Pokal schon 3 Mal gewinnen und stand bereits acht Mal im Cupfinale zuletzt im Jahr 2006.

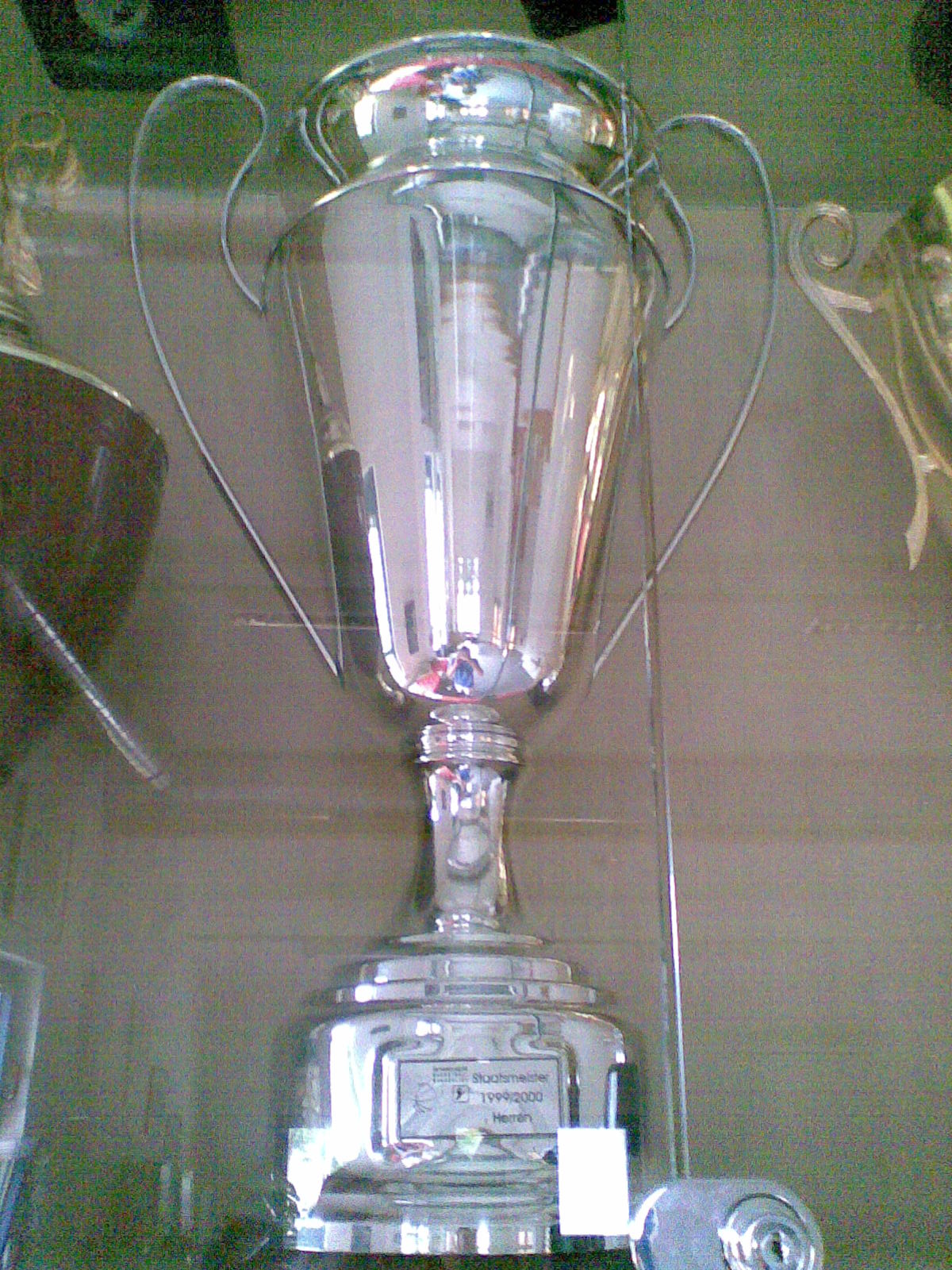
Staatsmeisterpokal 1999/00

Cuppokal aus der Saison 2000/01

| Saison    | Cup           | Bundesliga  | Top-Spieler                                                                                                 |
| --------- | ------------- | ----------- | --- |
| 1983/84   | noch kein Cup | 9. Platz    | Franz Graf, John Lintner                                                                                    |
| 1984/85   | noch kein Cup | 9. Platz    | Lucas Hajda, Franz Graf, Herbert Killian                                                                    |
| 1985/86   | noch kein Cup | 7. Platz    | Renaldo O’Neal, Herbert Killian, Hermann Killian                                                            |
| 1986/87   | noch kein Cup | 5. Platz    | Renaldo O’Neal, Franz Graf, Hermann Killian,                                                                |
| 1987/88   | noch kein Cup | 9. Platz    | Renaldo O’Neal, Christian Lang, Franz Graf                                                                  |
| 1988/89   | noch kein Cup | 5. Platz    | Renaldo O’Neal, Polt Christian,                                                                             |
| 1989/90   | noch kein Cup | 3. Platz    | Renaldo O’Neal, Killian Hermann, Graf Franz                                                                 |
| 1990/91   | noch kein Cup | Meister     | Maticky Oto, Renaldo O’Neal, Killian Hermann, Franz Graf                                                    |
| 1991/92   | noch kein Cup | Vizemeister | Donald Jacobs, Oto Matický, Hajda Lucas,                                                                    |
| 1992/93   | noch kein Cup | 4. Platz    | Donald Jacobs, Oto Matický, Glavocevic Nenad, Hajda Lucas                                                   |
| 1993/94   | Finale        | Meister     | Lien Matthews, Oto Matický, Glavocevic Nenad, Hajda Lucas, Franz Graf                                       |
| 1994/95   | Finale        | Vizemeister | Vukadin Ivica, Glavocevic Nenad, Price Marzel                                                               |
| 1995/96   | Finale        | Vizemeister | Jackson P. Trent, Oto Matický, Hajda Lucas, Davis Willie                                                    |
| 1996/97   | Cupsieger     | 4. Platz    | Davis Andre, Renaldo O’Neal, Ryan Jamison,                                                                  |
| 1997/98   | Viertelfinale | 4. Platz    | Hajdy Lucas, Glavocevic Nenad, Lott Phillip                                                                 |
| 1998/99   | Halbfinale    | 6. Platz    | Rollins A.J., Hajda Lucas, Maticky Otto                                                                     |
| 1999/2000 | Cupsieger     | Meister     | Sean McCaw, Lucas Hajda, Oto Maticky, Donminic Ellison, Ron Riley                                           |
| 2000/01   | Cupsieger     | 6. Platz    | Ron Riley, Cherry Demetrius, Oto Maticky, Weissenböck Stefan                                                |
| 2001/02   | Viertelfinale | 5. Platz    | Dunkley Julian C., Radulovic Zdravko, Paravinja Milos                                                       |
| 2002/03   | Finale        | 10. Platz   | Novak Daniel, Naglic Aramix, Hermannsson Mikael, Jones David, Stjepan Stazic, Weissenböck Stefan            |
| 2003/04   | Achtelfinale  | 8. Platz    | Shanks Daniel, Naglic Aramis, Fontelroy William, Lamesic Davor,                                             |
| 2004/05   | Viertelfinale | 7. Platz    | Elijah Palmer, Darius Wright, Davor Lamesic, David Geisler, Tomas Oresansky                                 |
| 2005/06   | Finale        | 4. Platz    | Mike English, Davor Lamesic, Joey Vickery, Tomas Oresansky, David Geisler                                   |
| 2006/07   | Viertelfinale | 7. Platz    | Stjepan Stazic, Davor Lamesic, Joey Vickery, David Geisler, Michael English, D. Paliashchuk                 |
| 2007/08   | Final Four    | 4. Platz    | Davor Lamesic, Dragan Zekovic, Joey Vickery, Spencer Rhynes, Benedikt Danek, David Geisler, Nemanja Bjelica |
| 2008/09   | Final Four    | 5. Platz    | Deven Anthony Mitchell, Fabricio David Vay, Dragan Zekovic, Titus Nicoara, Benedikt Danek, David Geisler    |
| 2009/10   | Final Four    | 5. Platz    | Kevin Houston, Terrence Roderick, Vilmantas Dilys, Djorde Drenovac, Benedikt Danek*                         |
| 2010/11   | Viertelfinale | 3. Platz    | Fabricio David Vay, Kevin Houston, Djorde Drenovac, Benedikt Danek, Kevin Payton*                           |
| 2011/12   | Viertelfinale | 9. Platz    | Dorde Drenovac, Radosav Spasojevic, Benedikt Danek, Pranas Skurdauskas, Jurica Blazevic                     |
| 2012/13   | 1. Runde      | 10. Platz   | Fabricio David Vay, Radosav Spasojevic, Maximilian Graf, Jurica Blazevic, Tobias Stadelmann                 |
| 2013/14   | Viertelfinale | 9. Platz    | Jakob Pöltl, Fabricio David Vay, Maximilian Graf, Radosav Spasojevic, Jurica Blazevic                       |
| 2014/15   | Viertelfinale | 8. Platz    | Fabricio David Vay, Benedikt Danek, Florian Trmal, Benedikt Güttl, Aleksandar Vuletic                       |
| 2015/16   | Viertelfinale | 3. Platz    | Fabricio David Vay, Benedikt Danek, Florian Trmal, Benedikt Güttl, Donatas Tarolis                          |
| 2016/17   | Achtelfinale  | 6. Platz    | Fabricio David Vay, Benedikt Danek, Florian Trmal, Benedikt Güttl, Jason Detrick                            |
| 2017/18   | Viertelfinale | 3. Platz    | Shawn L. Ray, Benedikt Danek, Florian Trmal, Benedikt Güttl, Jozo Brkic                                     |

### Trainer
- Franz Graf (1983–1985)
- Michael Sturmayr (1985–1987)
- Oskar Döppes (1987–1988)
- Renaldo O’Neal (1988–1989)
- Murat Ersek (1989–1991)
- Helmut Niederhofer (1991)
- Craig Nance (1992–1994)
- Franz Zderadicka (1994–1997)
- Nenad Krdzic (1997–1998)
- Scott Fields (1998–1999)
- Charles Payton (1999–2000)
- Miodrag Veskovich (2001–2002)
- Lino Fratin (2002)
- Bernhard März (2003)
- Raoul Korner (2003–2005)
- Andrea Maghelli (2005–2012)
- Zoran Kostić (2012–2013)
- Vladimir Lucic (2013–2016)
- Georgi Mladenov (2016–2017)
- Luigi Gresta (2017)
- Zoran Kostić (2017–12/2019)
- Markus Pinezich (12/2019–08/2021)
- Nenad Josipović (08/2021–)

## Spieler der Lions in diversen Nationalmannschaften
Spieler der Arkadia Traiskirchen Lions waren immer ein fixer Bestandteil des Österreichischen Basketball Nationalteams, sowohl im Männer- als auch im Jugendbereich.
 Ehemalige und aktive Herren-Nationalteamspieler der Lions:
- Lucas Hajda
- Hermann Kilian
- Franz Graf
- Hannes Pestal
- Hannes Lutz
- Stefan Weissenböck
- Davor Lamesic
- David Geisler
- Benedikt Danek
- Jakob Pöltl
- Benedikt Güttl
- Florian Trmal
- Jozo Rados

## Spielort
Der Lions Dome liegt in Traiskirchen und ist Basketballhalle und Turnsaal für die Volksschule zugleich. Sie fasst etwa 1200 Zuschauer und ist in der Mitte durch eine absenkbare Wand in zwei Teile trennbar. Die Arkadia Traiskirchen Lions spielen in ihr seit 1999. Die unteren Ränge sind ein- und ausfahrbar, was eine Aufteilung in zwei Spielfelder ermöglicht, somit können Turniere mit zwei gleichzeitig stattfindenden Matches ausgetragen werden. Auf den oberen fix installierten Rängen finden etwa 700 Leute Platz. Zusätzlich gibt es über den Rängen einen Gang mit weiteren Stehmöglichkeiten. Dieser Gang ermöglicht auch den Zugang zum Buffet, zur Rauchterrasse, da in der Halle Rauchverbot herrscht, und zum VIP-Bereich, der mit Fenstern mit Blick auf das Spielfeld ausgestattet ist. Weiters verfügt die Halle über eine Kameragalerie, die bei Livespielen vom Fernsehsender Sky genutzt wird, vier Garderoben mit Duschen, einen Massageraum und zwei Gerätekammern.

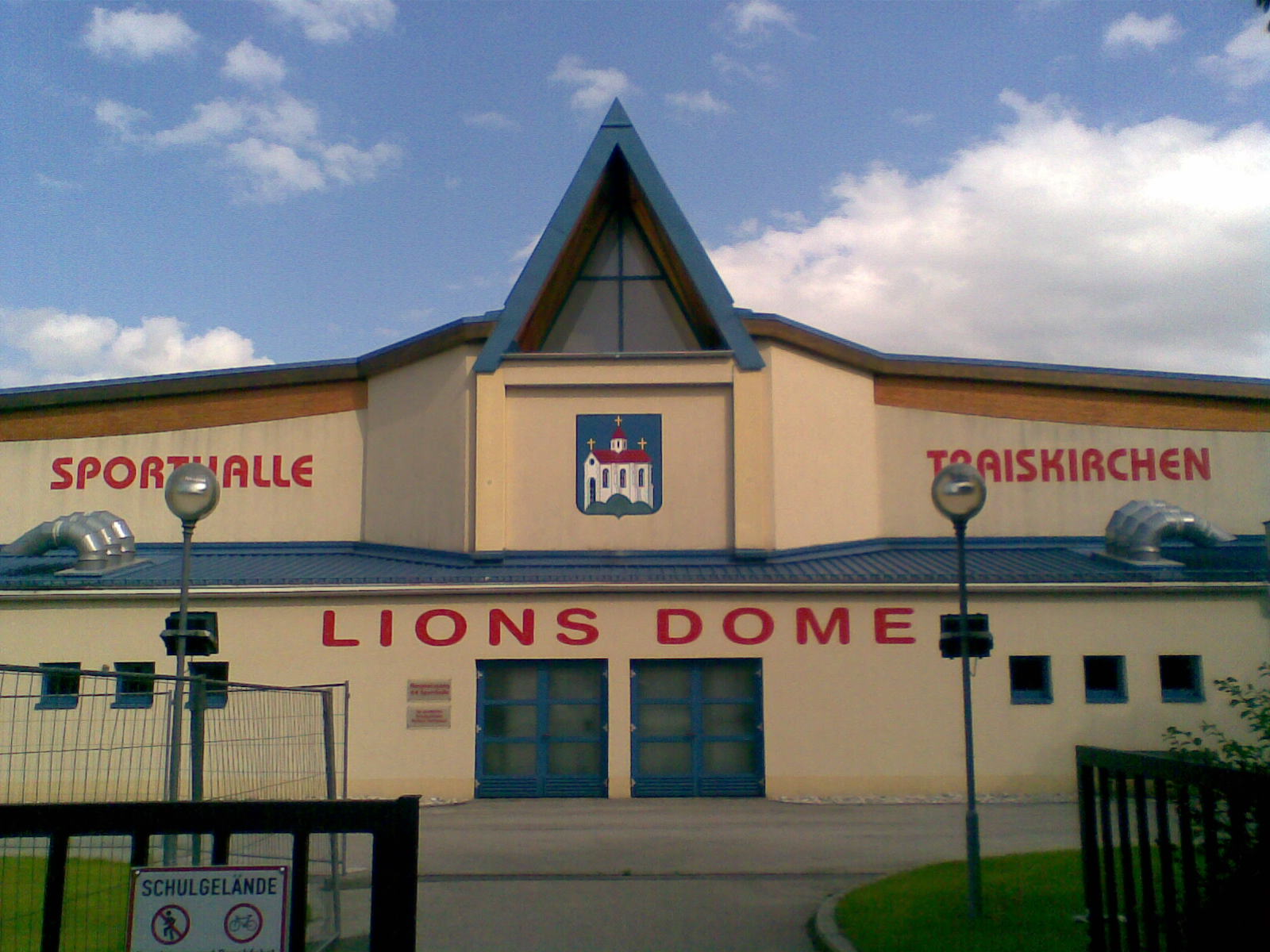
Außenansicht des Lions Domes
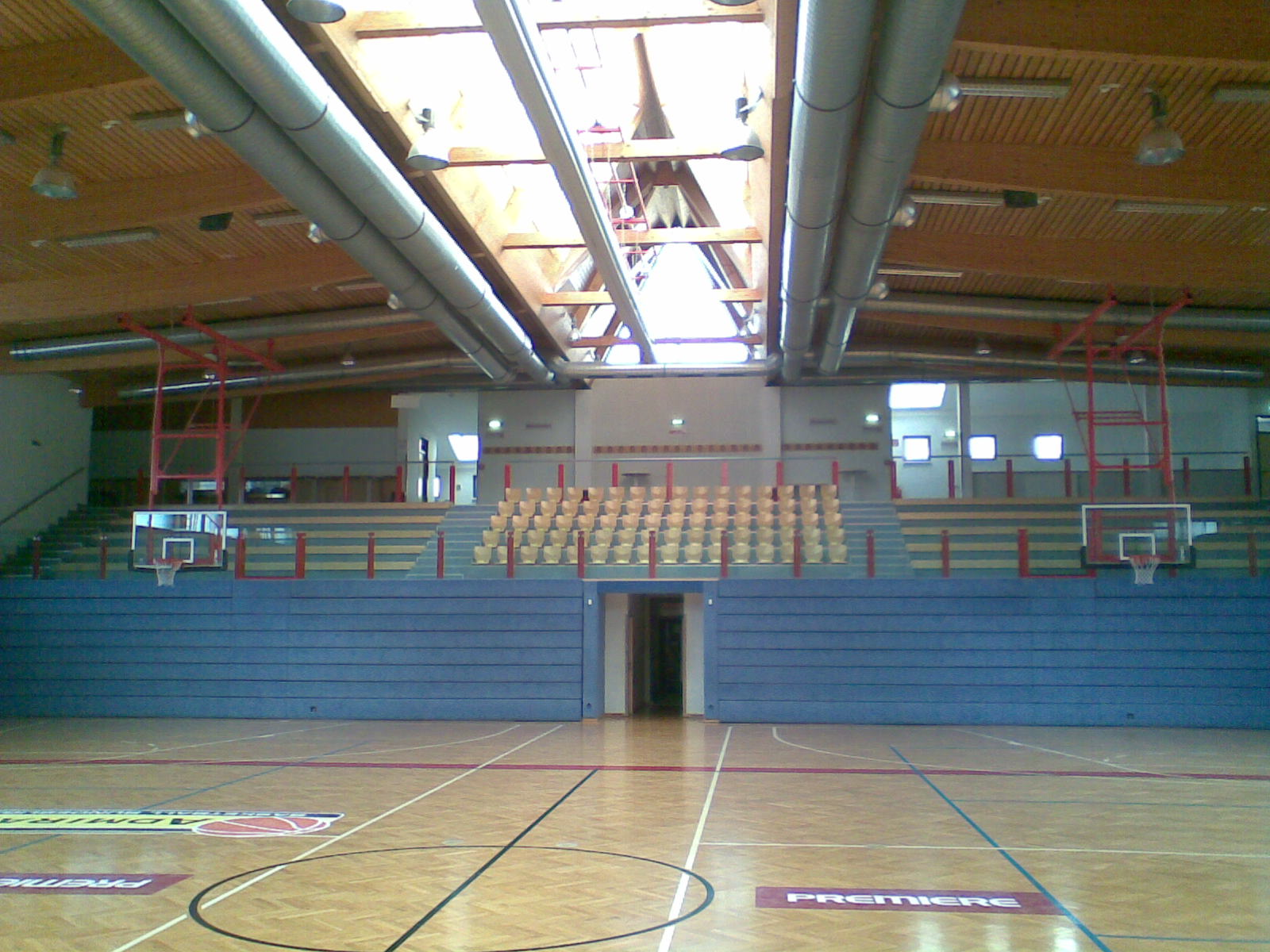
Tribüne
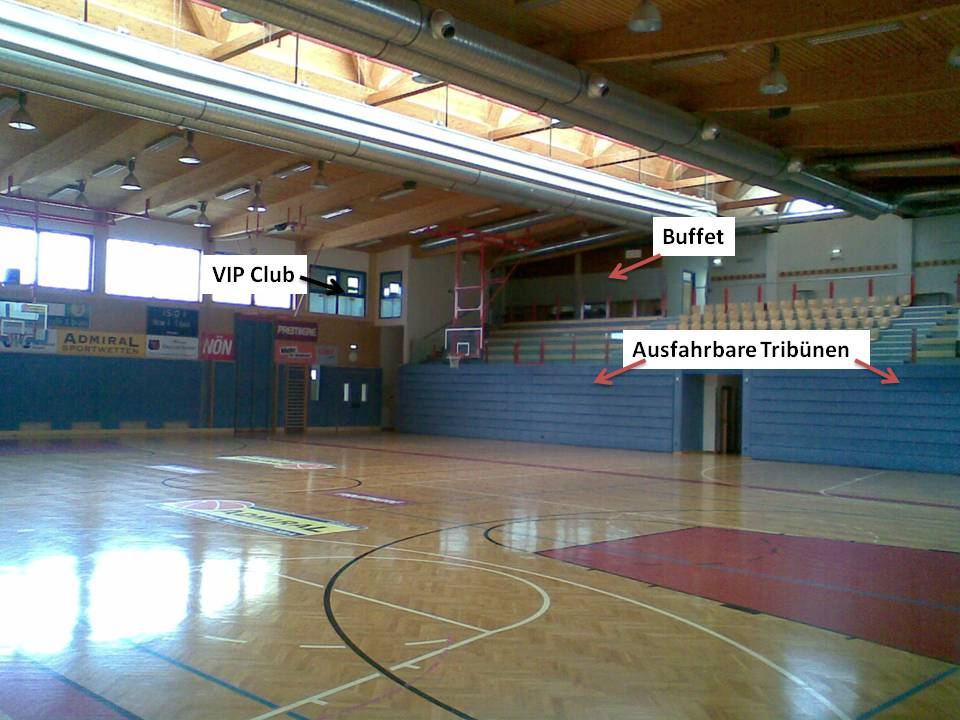
Spielfeld und Tribüne des Lions Domes

Spielorte der Lions
- Pfarrhof Möllersdorf (im Freien liegend 1966–1975)
- Turnhalle der Volksschule Traiskirchen (meist nur im Winter 1968–1975)
- Kleine Turnhalle der Hauptschule Traiskirchen (1975–1977)
- Großer Turnsaal der Hauptschule Traiskirchen (etwa 600 Zuschauerplätze) (1977–1999)
- Lions Dome (seit 1999)

## Amateurteams

### LZ NÖ Süd
Das Team LZ NÖ Süd spielte seit der Saison 2007/08 in einer Spielgemeinschaft gemeinsam mit Mödling in der im Jahr 2007 neu geschaffenen 2. österreichische Basketball-Bundesliga in der Division Ost. Das Team konnte den erstmals in der Saison 2007/08 vergebenen Meistertitel der 2. österreichische Basketball-Bundesliga erringen. Das Team wurde jedoch nach der Saison 2008/09 aufgelöst, da viele Spieler nach Mödling wechselten oder ihre Karriere in der 1. Klasse fortsetzen.
- 2008/09: 2. Platz
- 2007/08: 1. Platz

### LZ IT Spirit Möllersdorf
Dieses Team spielte bis 2008/09 in der niederösterreichischen Landesliga. Spielt jedoch ab der Saison 2009/10 in der 1. Klasse in Niederösterreich.
- 2008/09: 2. Platz
- 2007/08: 2. Platz
- 2006/07: 3. Platz

## Nachwuchsmannschaften
Seit der Gründung des Vereins spielt die Förderung der Nachwuchsmannschaften eine große Rolle. Bereits wenige Jahre nach der Gründung konnte der Verein die ersten Landesmeistertitel einfahren und war wenig später in Niederösterreich eine der besten Nachwuchsmannschaften. In den 1980ern konnten die Nachwuchsmannschaften dann auch landesweit erste Erfolge einfahren. Seit den 1990ern gehört die Nachwuchsabteilung zu den besten Österreichs. Ab der Saison 1998/99 wurde eine Spielgemeinschaft im Nachwuchs geschaffen, die die Leistungen noch weiter gesteigert hat. Diese Gemeinschaft bestand anfangs noch aus vier Vereinen (Baden, Mödling, Möllersdorf und Oberwaltersdorf), wurde später aber auf die Vereine Möllersdorf und Mödling reduziert und trägt den Namen LZ NÖ Süd. Das LZ NÖ Süd besteht in den Altersklassen U14, U16 und U18 in den Bewerben der österreichischen Meisterschaft.
Es gibt im Nachwuchs die Altersgruppen Minis 1 und 2 U10, U12, U14, U16, U19, welche seit der Gründung des Vereins schon viele Titel in Niederösterreich und österreichweit gewinnen konnten.
Seit der Saison 2018/19 gibt es in Traiskirchen auch erstmals eine Mädchenmannschaft, die LIONESSES, die sich gleich in ihrer ersten Saison den Vizelandesmeistertitel sicherten. Seit der Saison 2019/20 gibt es auch eine U10-Mädchenmannschaft, weitere Mannschaften sollen folgen.
Saison 2010/11:
- U22: Vizestaatsmeister
- U20: Vizestaatsmeister
- U18: Vizestaatsmeister
- U16: Landesmeister

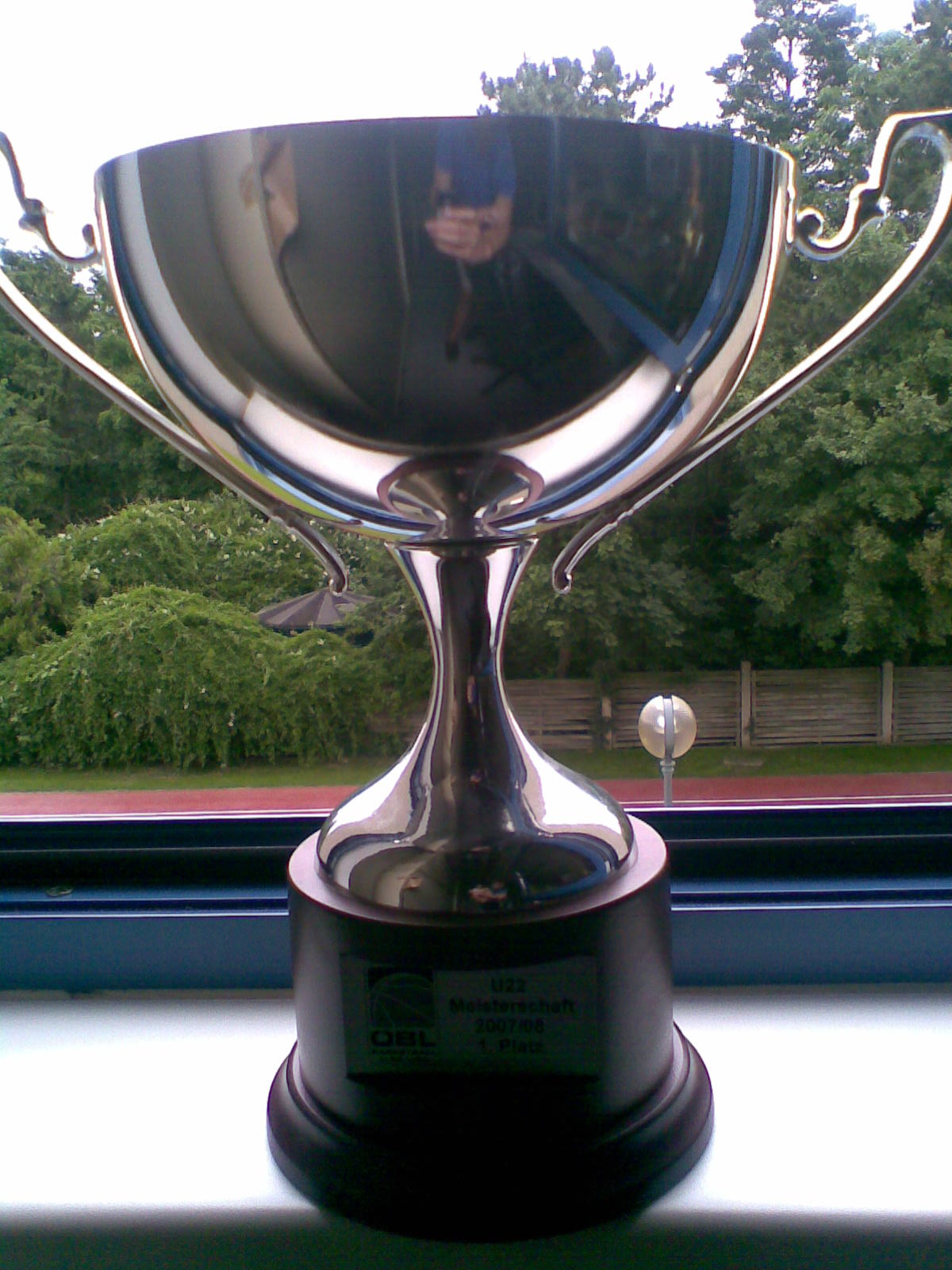
U22 Staatsmeisterpokal 07/08

- U14: 3. Platz bei Staatsmeisterschaft
- U10: Landesmeister (NÖ)

Saison 2009/10:
- U22: Staatsmeister
- U20: Staatsmeister

Saison 2008/09:
- U22: Vizestaatsmeister
- U18: Landesmeister (NÖ)
- U14: Landesmeister (NÖ)

Saison 2007/08:
- U22: Zum 4. Mal in Folge Staatsmeister
- U20: 3. Platz Staatsmeisterschaft
- U18: Staatsmeister, Landesmeister (NÖ)

Saison 2006/2007:
- U22: zum 3. Mal in Folge Staatsmeister
- U20: Staatsmeister
- U16: Landesmeister (NÖ)
- U14: Staatsmeister

Weiters waren alle Jugendmannschaften zumindest unter den besten 4 Teams in Österreich (Final Four). Die Lions hatten somit in der Saison 2006/2007 die besten männlichen Nachwuchsmannschaften in Österreich.
Saison 2005/2006:
- U22: ungeschlagener Staatsmeister
- U20: Staatsmeister
- U18: Landesmeister (NÖ)
- U16: Landesmeister (NÖ)

## Fanclub
Der offizielle Fanclub der Lions sind die Red Lions Traiskirchen –
Diese wurden in der Saison 2014/15 gegründet.